# Тинтиннабули
Тинтинна́були (от лат. tintinnabulum — «тинтиннабулум», «колокольчик») — стиль и техника композиции, разработанные эстонским композитором Арво Пяртом в 1970-е годы. Технику можно охарактеризовать как соединение двух музыкальных голосов, первый из которых основан на диатонике (М-голос), тогда как второй — своего рода «колокольчик» — представляет собой тоническое трезвучие (Т-голос). В основе техники лежит приём числового программирования. При этом применяется силлабический принцип соответствия слога ноте: два слога — две ноты, три слога — три ноты. Также используется числовой ряд линеарного последования мотивов. Написанная в этом стиле музыка довольно медленная, медитативная, минималистичная, что сближает Пярта с минималистами в музыке. Такой музыке присуща «печальная красота, неизбывная грусть».
Стиль был разработан автором под влиянием западной и восточной богослужебных традиций. За основу композитор берёт религиозный текст и кодирует его в виде числа, фиксирующего количество слогов в слове, а после преобразует в мотив или мелодические скачки (М-голос). Впервые такую технику Арво Пярт применил в композициях Für Alina (1976) и Spiegel im Spiegel (1978). Мелодический голос символизирует человеческую жизнь, Т-голос — всепрощение. Использовал свой приём Пярт и во многих других сочинениях, например в «Силлабической мессе», Passio Domini nostril Jesu Christi secundum Joannem и т. д.

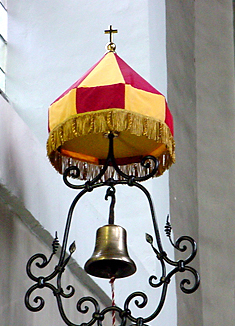
Тинтиннабулум базилики города Вилворде; именно в честь небольших церковных колоколов Пярт назвал свою технику

Разработанная Пяртом техника не раз становилась объектом изучения музыковедов и композиторов. Георгс Пелецис на примере пяртовского сочинения Tabula rasa исследовал парадоксальность этой техники, которая, по его мнению, соединяет «слышимую простоту и видимую сложность». Сам Пярт сравнивает технику с началом обучения игре на фортепиано, когда левая рука все время повторяет один аккорд, а правая — развивает мелодию.

…возникает своего рода напряжение между обоими голосами, которые, с одной стороны, дополняют друг друга, а с другой — поляризируются, как в электричестве, где есть положительный и отрицательный полюса. Это как стойкое поле напряжения между динамическим и статическим полюсами, как если бы мы позволили слиться в одно целое обычно исключающим друг друга динамическому и статическому полям.— Арво Пярт: Беседы, исследования, размышления. Киев, 2014, с.?
В другой раз Пярт сравнивал технику тинтинабули с белым огоньком, «в котором содержатся всевозможные цвета», а чтобы различить их, нужна призма, под которой композитор подразумевает душу слушателя.
Хотя в основе техники лежит соединение как бы самостоятельных двух голосов (М-голос и Т-голос), автор и исследователи его творчества отмечают, что они в музыке Пярта всегда создают единство (не используя при этом понятия гармонии или полифонии). Пярт поясняет такое единение математически: «1+1=1».